# Магазин Гвардейского экономического общества (Пушкин)
Магазин Гвардейского экономического общества — памятник архитектуры. Расположен в городе Пушкине, современный адрес дома — Павловское шоссе, 4.
Здание построено на участке, отданном Гвардейскому экономическому обществу в аренду на 36 лет, в 1911—1912 годах по проектам А. И. фон Гогена и В. И. Шёне (также указывается участие военного инженера К. Д. Грибоедова, выполнившего инженерные расчёты конструкций). В оформлении использован декоративный фахверк, контраст кирпича-кабанчика и штукатурки. У главного фасада несимметричные боковые звенья и разные щипцы. Здание венчает остроконечная шатровая башня. Так как на участке есть значительный перепад рельефа, со стороны парка у здания сделан высокий полуподвал. С северной стороны здания — широкое крыльцо-терраса.
Окна большие, для освещения просторных торговых помещений с железобетонными перекрытиями.
Стиль здания был выбран согласно указанию Александры Фёдоровны, в ответ на первый проект указавшей «на желательность соблюдения стиля недавно воздвигнутых в Царском селе зданий — Школы нянь, Дома призрения увечных воинов, Императорского гаража и дворца вел. кн. Бориса Владимировича».
После революции здание было магазином, с конца 1930-х годов — контрольно-семенной станцией. Во время Великой Отечественной войны в него попала бомба.